# Geodena lipara
Geodena lipara är en fjärilsart som beskrevs av Carl Plötz 1880. Geodena lipara ingår i släktet Geodena och familjen mätare. Inga underarter finns listade i Catalogue of Life.